# Serinus xanthopygius
Serinus xanthopygius là một loài chim thuộc họ Fringillidae.
Chúng được tìm thấy ở Eritrea và Ethiopia.
Môi trường sống tự nhiên của chúng là các vùng cây bụi nhiệt đới hoặc cận nhiệt đới.

## Hình ảnh

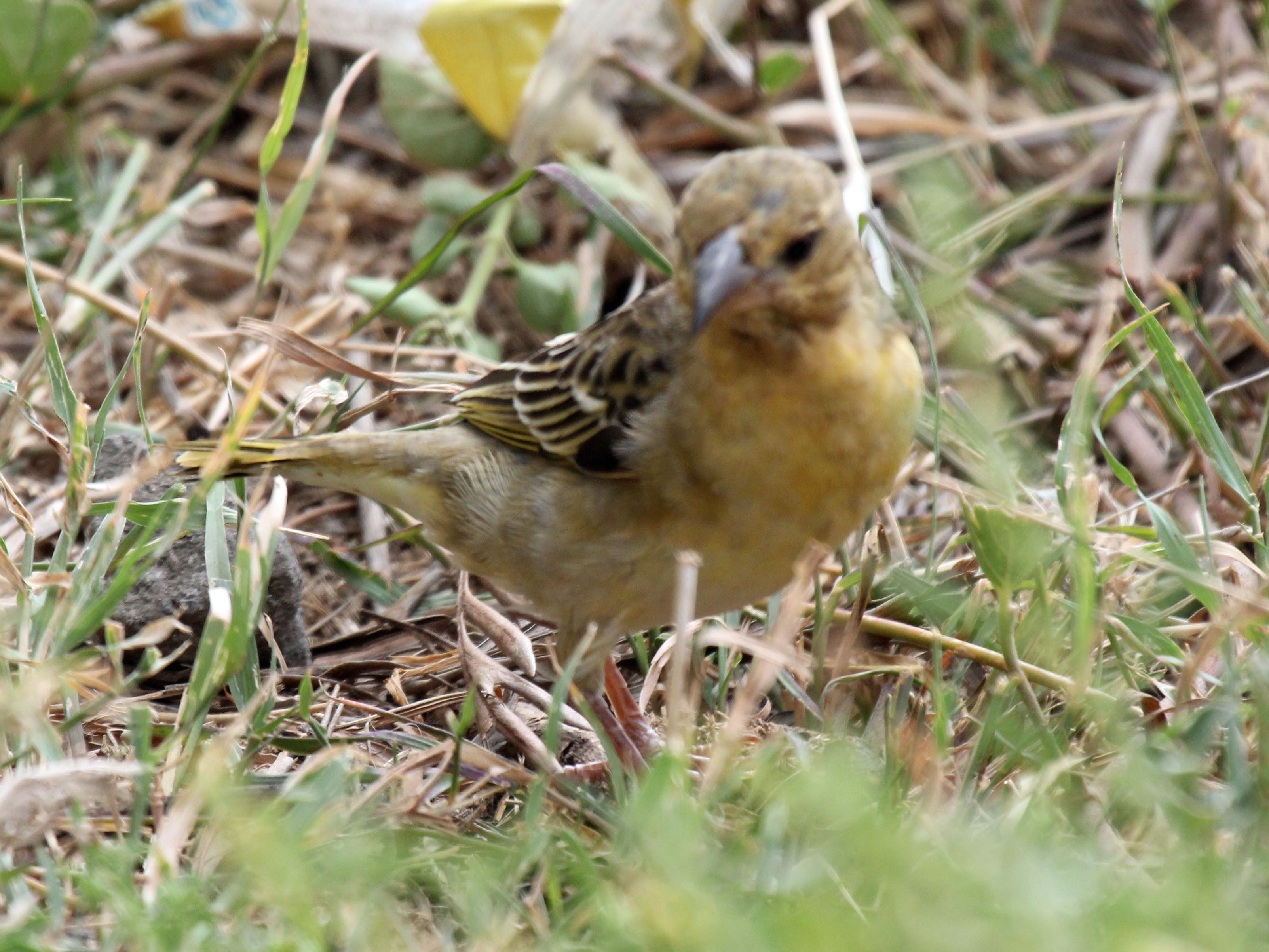
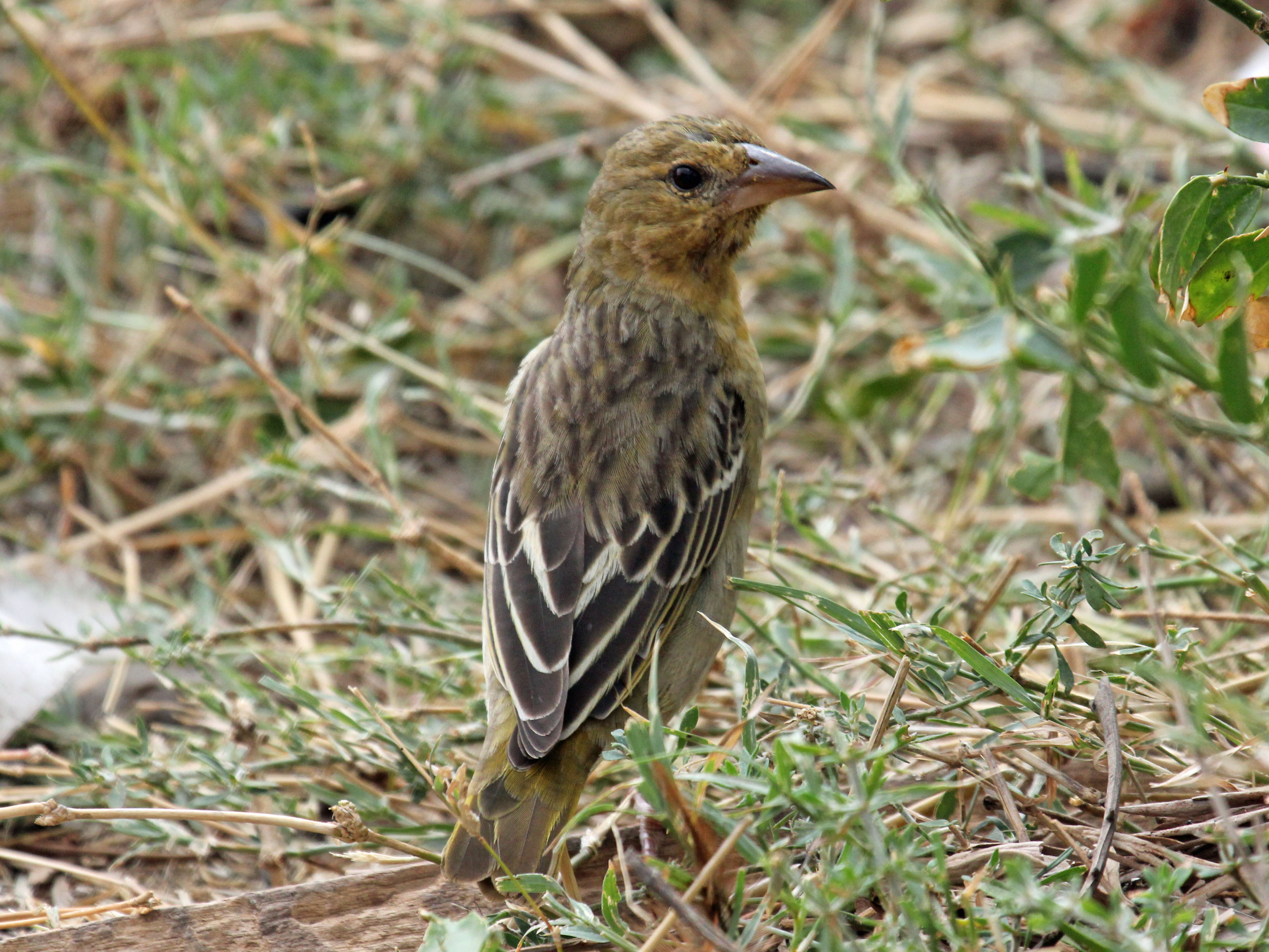